# ناصر هوشمند وزیری
ناصر هوشمند وزیری (۱۳۲۵ – ۷ تیر ۱۳۹۸) مجسمه‌ساز ایرانی بود.

## زندگینامه
ناصر هوشمند وزیری در سال ۱۳۲۵ خورشیدی در همدان متولد شد. او نخستین مجسمه‌ساز ایرانی است که در سال ۱۳۴۵ از طرف یک مهندس ایتالیایی-ایرانی با فایبرگلاس آشنا شد و مجسمه‌های بسیاری با فایبرگلاس ساخت. از وی تاکنون بیش از ۸۰۰ مجسمه ساخته شده که تنها ۵۰ مجسمه آن در پارک جمشیدیه تهران برپا شده‌است.
وی موسس تنها موزه خصوصی ایران است. موزه مذکور که غارموزه وزیری نامیده می شود با دستان توانمند وی در کوههای لواسانات تهران حفر و برپا شده است. آثار طراحی شده در این باغ موزه از داستان‌های شاهنامه فردوسی و فولکلور ایران و فرهنگ اصیل و سنتی ایرانی برگرفته شده است.و کلیه اثار افریده شده ثبت میراث ملی ایران میباشد.
آثار متعدد او از فلز، چوب، سنگ، شیشه، فایبر گلاس و ... ساخته شده. آنچه کار او را منحصر بفرد کرده استفاده بسیار و دقیق از مواد دور ریز و بازیافتی است که اوج خلاقیت، هنر و اندیشه ناصر هوشمند وزیری در آنان موج می زند.
در تاریخ ۷ تیر ۱۳۹۸ به علت سکته قلبی در غارموزه وزیری درگذشت و در روز ۱۰ تیر بنا بر وصیتش در لواسان به خاک سپرده شد. چهار ماه بعد در آبان‌ماه و در غیاب او آثارش در نمایشگاه گروهی هنرمندان نامدار پیشکسوت در کنار آثار هنرمندان شاخصی نظیر حسین محجوبی، ایران درودی، طاها بهبهانی، حسین نوری و علی فرامرزی  به نمایش درآمد.

## برخی از آثار
- موزه شخصی و دست‌ساز غار موزه وزیری
- پارک جمشیدیه کلیه کارها از جمله مجسمه‌های دست‌های آبخوری، شهریار، ستارخان و فردوسی و رستم و سهراب و غیره.
- پارک ساعی آب‌نما و مجسمه‌های حیوانات
- پارک باراجین قزوین مجسمه‌های ماهی، دایناسور، فیل، آب‌نما، بز، گاومیش
- قلعه فلک الافلاک حدود ۵۰ مجسمه از فولکلور ایران
- موزه رختشوی‌خانه زنجان ۲۵ مجسمه از فولکلور ایران
- مجسمه سفالگر در لالجین همدان
- مجسمه سردار جنگل(میرزا کوچک خان) در اهواز
- مجسمه بوعلی‌سینا در ماهشهر[۸]
- پارک پردیسان تهران و مجسمه های فایبرگلاس
- پارک ملت و مجسمه های فیبر گلاس